# Подмена ребёнка в уголовном праве России
Подмена ребёнка в уголовном праве России — деяние, являющееся преступным согласно статье 153 Уголовного кодекса РФ. Уголовная ответственность устанавливается за подмену ребёнка, совершённую из корыстных или иных низменных побуждений.

## Состав преступления

### Объект преступления
Основным непосредственным объектом данного преступления являются общественные отношения, направленные на охрану семейных отношений между родителями и детьми, укрепление семейно-родственных связей.
Потерпевшим от преступления является ребёнок. Хотя по законодательству РФ ребёнком считается лицо, не достигшее 18-летнего возраста, большинство исследователей считают, что потерпевшим при подмене ребёнка может быть лишь такой ребёнок, который ещё не может быть идентифицирован родителями или другими заинтересованными лицами. Подмена, таким образом, в большинстве случаев возможна лишь в родильных домах и иных медицинских учреждениях, до того, как мать или другие родственники получат возможность установить уникальные идентифицирующие признаки ребёнка.

### Объективная сторона преступления
Объективная сторона состава, предусмотренного ст. 153 УК РФ, включает в себя деяние в форме замены одного ребёнка другим. Способы осуществления деяния могут быть различными, но в любом случае включают в себя обман заинтересованных лиц относительно личности ребёнка. При согласии родителей ребёнка или других заинтересованных лиц на осуществление замены состав подмены ребёнка отсутствует и деяние квалифицируется по другим статьям УК РФ (например, торговля людьми — ст. 127.1 УК РФ, или незаконное усыновление — ст. 154 УК РФ).
Состав преступления формальный. Деяние окончено с момента совершения действий, направленных на замену одного ребёнка другим.

### Субъект преступления
Субъектом преступления является физическое вменяемое лицо, достигшее 16-летнего возраста. Как правило, это работники медицинских учреждений, родители одного из участвующих в операции замены лиц и т.д.

### Субъективная сторона преступления
Субъективная сторона виной в форме прямого умысла и специальным мотивом. В качестве такового выступают корыстные или иные низменные побуждения. Корыстными побуждения — это стремление к неправомерному обогащению. Иные низменные побуждения могут включать, например, месть, личные неприязненные отношения, использование ребёнка в качестве донора органов или для совершения иного преступления и т.п.

## Квалифицирующие признаки
Квалифицированные составы данного деяния Уголовным кодексом РФ не предусмотрены.